# Basil Eugster
Sir Basil Oscar Eugster (15 agosto 1914 – 5 aprile 1984) è stato un generale inglese, di origine svizzere.

## Carriera
Basil Eugster frequentò il Beaumont College. Nel 1935 entrò a far parte delle Irish Guards. Servì, con il suo reggimento, nella seconda guerra mondiale e ha combattuto nella battaglia di Narvik, in Norvegia, nel 1940. Fu comandante del 3 Bn Irish Guards nel 1945 e di nuovo nel 1947.
Eugster servito come comandante 3ª brigata di fanteria a Cipro (1959-1962) e poi fu Generale responsabile del comando di 4ª divisione in Germania (1963-1965). Fu Maggiore Generale della Household Brigade e generale responsabile del comando del London District (1965-1968) e il Comandante delle forze britanniche in Hong Kong (1968-1970). Fu generale responsabile del Southern Command (1971-1972). Fu Commander-in-Chief, Land Forces (1972-1974). Nel 1974 andò in pensione.
Fu il colonnello del Reggimento delle Irish Guards fino alla sua morte nel 1984, all'età di 69 anni.